# Philopterus microsomaticus
Philopterus microsomaticus är en insektsart som beskrevs av Tandan 1955. Philopterus microsomaticus ingår i släktet fjäderlingar, och familjen fjäderlöss. Arten är reproducerande i Sverige.